# Уанкайо (провинция)
Уанкайо (исп. Provincia de Huancayo, кечуа Wankayuq pruwinsya) — одна из 9 провинций перуанского региона Хунин. Площадь составляет 3 558,10 км². Население по данным на 2007 год — 466 346 человек. Плотность населения — 131,1 чел/км². Столица — одноимённый город.

## История
Провинция была образована 16 ноября 1864 года.

## География
Расположена на юге центральной части региона. Граничит с провинциями: Сатипо (на востоке), Чупака (на северо-западе), Консепсьон (на севере), а также с регионами Лима (на западе) и Уанкавелика (на юге).

## Административное деление
В административном отношении подразделяется на 28 районов:
- Каруакальянга
- Чакапампа
- Чмкче
- Чилка
- Чонгос-Альто
- Чупуро
- Колка
- Кульуас
- Эль-Тамбо
- Уакрапукийо
- Уалуас
- Уанкан
- Уанкайо
- Уасиканча

- Уаюкачиара
- Ингенио
- Париауанка
- Пилкомайо
- Пукара
- Кичуай
- Килкас
- Сан-Агустин-де-Кахас
- Сан-Херонимо-де-Тунан
- Сан-Педро-де-Саньо
- Санто-Доминго-де-Акобамба
- Сапальянга
- Сикайя
- Викес